# Ron Klain

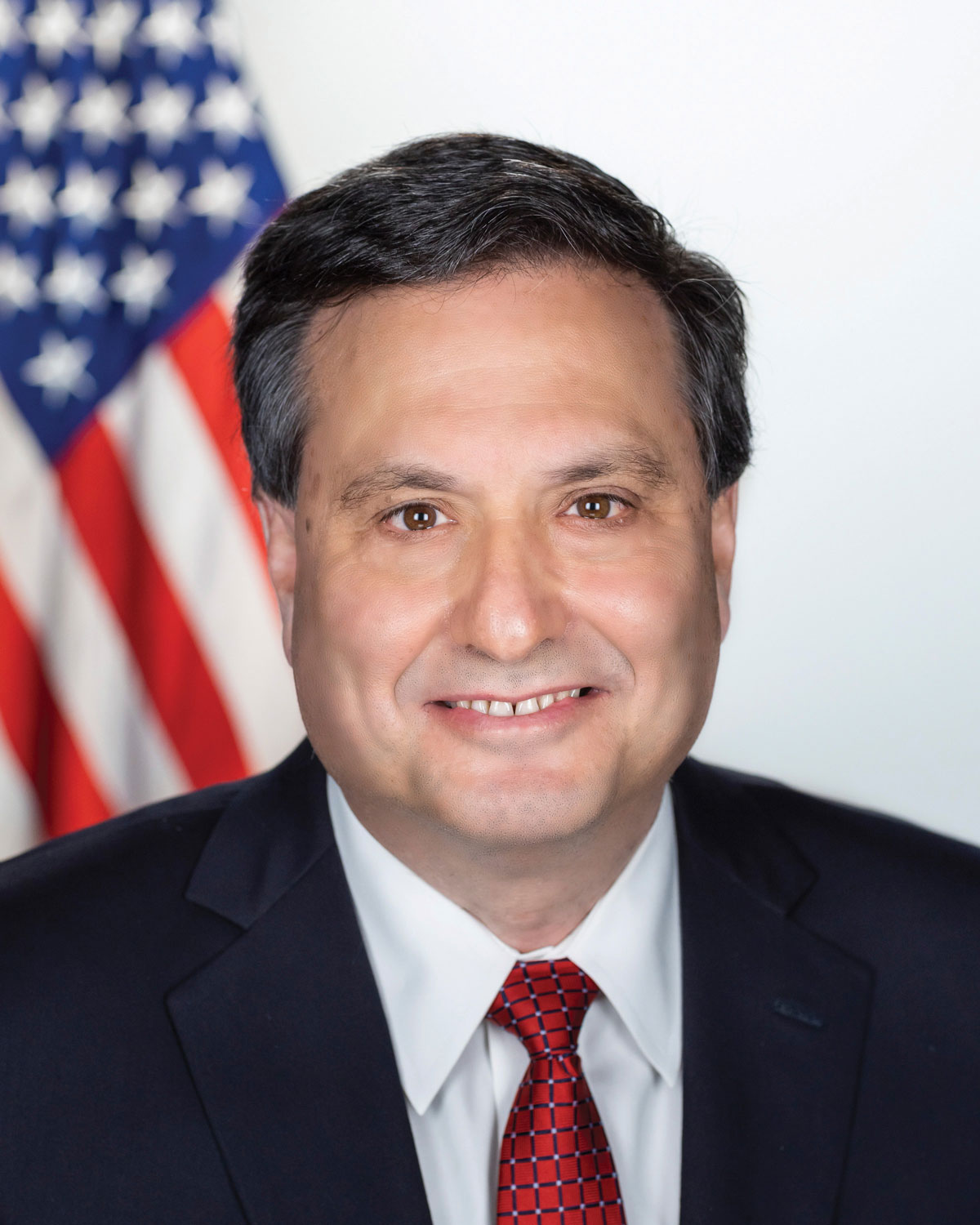
Ron Klain (2021)

Ronald Alan „Ron“ Klain (* 8. August 1961 in Indianapolis, Indiana) ist ein amerikanischer Jurist. Er war Politikberater und langjähriger Vertrauter des 46. US-Präsidenten Joe Biden. Klain war von Januar 2021 bis Februar 2023 Stabschef des Weißen Hauses im Kabinett Biden.

## Leben
Klain schloss 1983 sein Studium als Bachelor of Arts mit der Auszeichnung summa cum laude an der Georgetown University ab und beendete 1987 mit der Auszeichnung magna cum laude an der Harvard Law School sein Studium der Rechtswissenschaften als Juris Doctor (J.D.). Er ist Dozent an der Harvard Law School.
Er arbeitete in den 1980er-Jahren für den Justizausschuss des Senats der Vereinigten Staaten, dessen Vorsitzender der Senator von Delaware Joe Biden war. Im Vorfeld der Präsidentschaftswahl 1988 unterstützte Klain erstmals Biden, der seine Kandidatur im Vorwahlkampf allerdings aufgrund von Plagiatsvorwürfen bereits nach wenigen Wochen zurückzog.
1992 und 1996 arbeitete Klain für die Wahlkampf-Kampagne von Bill Clinton. Klain war „Associate Counsel to the President“ zu Beginn der Präsidentschaft von Clinton. 1994 wurde er Stabschef der Justizministerin (Attorney General) Janet Reno. Von 1995 bis 1999 war er Stabschef des US-Vizepräsidenten Al Gore. Anschließend arbeitete er als Jurist, Politikberater und Lobbyist.
Auch von 2009 bis 2011 übte er das Amt des Stabschefs unter Vizepräsident Biden aus.
Als in den USA einige Ebola-Fälle registriert wurden, ernannte der damalige US-Präsident Obama ihn am 17. Oktober 2014 zum White House Ebola Response Coordinator. Dies war er bis zum 15. Februar 2015.
Klain war ein besonders starker Kritiker der Politik von Präsident Donald Trump während der COVID-19-Pandemie in den Vereinigten Staaten. Er beriet Joe Biden im Wahlkampf vor der US-Präsidentschaftswahl am 3. November 2020.
Der gewählte Präsident Biden kündigte am 11. November 2020 an, Klain zum Stabschef des Weißen Hauses zu ernennen. Dieses Amt trat er am 20. Januar 2021 an, unmittelbar nachdem Biden als neuer Präsident vereidigt wurde. Eine Bestätigung des Senats war nicht erforderlich.
Einen Tag nach der Rede zur Lage der Nation, die US-Präsident Biden am 7. Februar 2023 hielt, trat Klain von seinem Amt zurück.

## Privates
Klain ist verheiratet und hat drei Kinder.